# 羊の木
『羊の木』（ひつじのき）は、山上たつひこ原作、いがらしみきお作画の漫画。また、それを原作とした実写映画。

## 漫画
講談社の雑誌『イブニング』で、2011年13号から2014年9号まで連載された。全41話。2014年、第18回文化庁メディア芸術祭マンガ部門の優秀賞を受賞。

### あらすじ
元受刑者を地方都市に移住させるという国の極秘更生プロジェクトで、過去に凶悪犯罪を犯した11人を受け入れることになった魚深市。元受刑者の情報は市民には一切知らされず、魚深市の中で計画を知るのは市長・鳥原秀太郎と、その友人である月末一と大塚武の3人のみだった。

### 書誌情報
- 山上たつひこ（原作）、いがらしみきお（作画） 『羊の木』 講談社〈イブニングKC〉、全5巻
  1. 2011年11月22日発売、ISBN 978-4-06-352383-6
  2. 2012年6月22日発売、ISBN 978-4-06-352420-8
  3. 2013年1月23日発売、ISBN 978-4-06-352445-1
  4. 2013年10月23日発売、ISBN 978-4-06-352479-6
  5. 2014年5月23日発売、ISBN 978-4-06-354515-9

## 映画
2018年2月3日公開。主演は錦戸亮。
全国213スクリーンで公開され、2018年2月3、4日の初日2日間で興収1億2,914万7,000円、動員9万5,478人になり、映画観客動員ランキング（興行通信社調べ）で初登場第2位となった。映画では、街に移住してくる元受刑者が「6人の元殺人犯」になる等、設定が原作とは大幅に変更された。
第22回釜山国際映画祭「キム・ジソク賞」、トロント日本映画祭2018「審査員賞最優秀賞」受賞作品。

### あらすじ（実写映画）
過疎化の進む富山県魚深市で、地方都市に元受刑者を移住させるという国の極秘更生プロジェクトを行う。6人の元受刑者を順番に迎えに行く月末一（錦戸亮）は、彼らがどこか普通ではないことに気づく。彼らが元殺人犯であることを聞かされた月末は魚深で暮らす彼らを見守っていくが、周囲では徐々に彼らの過去が明かされていく。

### キャスト
月末一（つきすえ はじめ）
演 - 錦戸亮
富山県魚深市の職員。課長からの指示で元受刑者の受入れを担当することになる。バンドが趣味で、ベースを担当する。密かに文に想いを寄せている。
石田文（いしだ あや）
演 - 木村文乃
一が思いを寄せる同級生。バンド仲間でもあり、ギターを担当する。千葉県で医療事務の仕事をしていたが、地元の魚深市に戻ってスナックに勤める。
杉山勝志（すぎやま かつし）〈44〉
演 - 北村一輝
元受刑者。傲慢で粗暴な釣り船屋。傷害致死、懲役8年。アウトローの世界にいたためか勘が鋭く、宮腰が同じ元受刑者であることや、目黒が復讐のために人探しをしていることを即座に見抜く。
太田理江子（おおた りえこ）〈37〉
演 - 優香
元受刑者。介護士。夫とセックス中に勢い余って絞殺してしまう。殺人、懲役7年。恋愛体質で、介護施設に入っていた一の父親・亮介と恋仲になる。
栗本清美（くりもと きよみ）〈35〉
演 - 市川実日子
元受刑者。人見知りの清掃員。酒乱でDVの彼氏を殺してしまう。殺人、懲役6年。
福元宏喜（ふくもと ひろき）〈39〉
演 - 水澤紳吾
元受刑者。気弱な理髪師。職場のいじめに耐えかねて上司を殺してしまう。殺人、懲役7年。酒乱で、祭りで大暴れをしたことで元受刑者同士の接点を作ることになる。
大野克美（おおの かつみ）〈70〉
演 - 田中泯
元受刑者。寡黙なクリーニング屋。元暴力団員で、顔に傷がある。殺人、懲役18年。
宮腰一郎（みやこし いちろう）〈32〉
演 - 松田龍平
元受刑者。宅配業者。街で因縁をつけられ逆に殺してしまい、過剰防衛と認定される。傷害致死、懲役1年6か月。一と初対面から妙に心を開いており、過去の罪状を打ち明けたりギターを始めたりするなど友人関係を築こうとする。
雨森辰夫（あめもり たつお）
演 - 中村有志
福元の働く理髪店の店主。元受刑者で、前科を知ったうえで福元を受け入れる。
内藤朝子（ないとう あさこ）
演 - 安藤玉恵
クリーニング屋店主。市役所に頼まれ大野を渋々受け入れる。
田代翔太（たしろ しょうた）
演 - 細田善彦
一が勤める市役所の後輩。元受刑者の受け入れプロジェクトのことを偶然知ってしまい、好奇心から元受刑者たちのことを調べ始める。
月末亮介（つきすえ りょうすけ）
演 - 北見敏之
一の父親。理江子が勤める介護施設に入居しており、理江子と恋仲になる。
須藤勇雄（すとう いさお）
演 - 松尾諭
一の同級生。一と文のバンド仲間で、ドラムを担当。家庭が忙しくなり、バンドをやめたがっている。
志村妙子（しむら たえこ）
演 - 山口美也子
一の叔母。亮介と理江子の関係を良く思っていない。
神崎良作
演 - 鈴木晋介
市役所の課長。一の上司。一に元受刑者を市に移住させる極秘更生プロジェクトを担当するように指示する。
目黒厚
演 - 深水三章
息子と関わりのあった宮腰を探しに魚深市に来る。
その他のキャスト
演 - 川瀬陽太、白神允、中沢青六、村上和成、江原政一、大矢敬典、西山清孝、中野剛、鈴木隆仁、山口尚子、白川朝海、船崎良、渡邉蒼、大智、三宅希空、川上凛子、安藤結埜

### スタッフ
- 原作：山上たつひこ、いがらしみきお「羊の木」（講談社イブニング#イブニングKC刊）
- 監督：吉田大八
- 脚本：香川まさひと
- 音楽：山口龍夫
- 主題歌：ニック・ケイヴ・アンド・ザ・バッド・シーズ「DEATH IS NOT THE END」
- 製作：長澤修一、太田哲夫、藤島ジュリーK.、中村家久、水野道訓、小佐野保、髙橋誠、吉羽治、岩村卓、牧田英之、荒波修
- エグゼクティブプロデューサー：豊島雅郎、福田一平
- プロデューサー：井手陽子
- アソシエイトプロデューサー：青村麻実、橋本竜太
- 撮影：芦澤明子
- 照明：永田英則、志村昭裕
- 美術：安宅紀史
- 録音：石寺健一
- 助監督：甲斐聖太郎
- 編集：佐藤崇
- 整音：矢野正人
- 装飾：山本直輝
- 衣装：小里幸子
- ヘアメイク：酒井夢月
- スクリプター：工藤みずほ
- 制作担当：坪井力
- キャスティングプロデューサー：坪井あすみ
- ラインプロデューサー：榊田茂樹
- VFXプロデューサー：小坂一順
- VFXスーパーバイザー：白石哲也
- 音楽プロデューサー：緑川徹、濱野睦美
- 宣伝プロデューサー：笹部優子、中澤淳二
- 配給・制作：アスミック・エース
- 制作協力：ギークサイト
- 製作：『羊の木』製作委員会（アスミック・エース、テレビ東京、ジェイ・ストーム、住友商事、ソニー・ミュージックエンタテインメント、ギークピクチュアズ、KDDI、講談社、テレビ大阪、ニッポン放送、朝日新聞社、GYAO）

### 映画祭

#### 受賞
- 第22回釜山国際映画祭
  - キム・ジソク賞[11]
- トロント日本映画祭2018
  - 審査員賞最優秀賞[12]

#### 出品
- 第53回シカゴ国際映画祭[16]
- 第22回釜山国際映画祭
  - 「アジア映画の窓」部門[17]
- 第37回ハワイ国際映画祭[18]
- トロント日本映画祭2018[12]

### 関連商品

#### サウンドトラックCD
- 映画「羊の木」オリジナル・サウンドトラック（2018年2月2日発売、melody punch records、MPCS-00022）

#### 映像ソフト
| タイトル              | 発売日        | 発売元           | 規格品番     |
| --------------------- | ------------- | ---------------- | ------------ |
| 羊の木 DVD 通常版     | 2018年8月29日 | ジェイ・ストーム | JABA-5311    |
| 羊の木 DVD 豪華版     | 2018年8月29日 | ジェイ・ストーム | JABA-5308/10 |
| 羊の木 Blu-ray 豪華版 | 2018年8月29日 | ジェイ・ストーム | JAXA-5068/70 |